# Basionyme
Basonyme, protonyme
 (juin 2018).
Si vous disposez d'ouvrages ou d'articles de référence ou si vous connaissez des sites web de qualité traitant du thème abordé ici, merci de compléter l'article en donnant les références utiles à sa vérifiabilité et en les liant à la section « Notes et références ».
Lors de sa création, le nom d'un nouveau taxon ne comporte aucune parenthèse dans la citation d'auteurs. Lorsqu'un systématicien estime que le genre choisi n'est pas le meilleur pour cette espèce (notamment à la suite de la création d'un nouveau genre), il peut décider de transférer ce nom (ici d'espèce) dans un autre genre, ou à un autre rang, etc. Il devient le basionyme (le nom d'origine) d'une combinaison nouvelle (comb. nov.). Dans ce cas, le nom de l'auteur de la combinaison d'origine demeure, mais il est placé entre parenthèses, et la nouvelle dénomination est suivie du nom de l'auteur du transfert. Par exemple :
- Boletus badius (Fr. : Fr.) Fr. ;
- Xerocomus badius (Fr. : Fr.) Kühner ex Gilbert.

Les termes basionyme (dénotation botanique et mycologique), basonyme (dénotation microbiologique) ou protonyme (dénotation zoologique) désignent le plus ancien nom scientifique accordé à un taxon, celui de sa circonscription ou description princeps (abrégée en D.L. ou D.O., diagnose latine ou diagnose originale, celle qui contient le protologue). « Basionyme » est composé de deux mots tirés du grec, basis, « base » et onoma, « nom », pour désigner le « nom ayant servi de base à la formation d'un autre nom ».
En nomenclature botanique, on appelle basionyme, le nom binominal (ou « binôme ») légitime dont l'épithète spécifique a été retenue pour servir de base à une nouvelle combinaison (« comb. nov. »), à la suite d'un transfert dans un autre genre ou à un autre rang taxinomique.
- On ne qualifie un nom de basionyme que s'il a fait l'objet d'au moins un transfert, ou s'il est destiné à en faire l'objet. Dans tous les autres cas, il n'est qu'un synonyme « prioritaire » (dont l'épithète pourrait être utilisée dans une éventuelle recombinaison)[3].
- Le basionyme est en principe le plus ancien binôme (validement et légitimement publié) donné à une espèce, mais il n'est pas forcément le plus ancien en littérature, car les règles du Code international de nomenclature botanique qui fixent les conditions de validité, de priorité relative, de conservation, etc., interviennent dans le choix du basionyme de chaque combinaison[3].
- Noter que le basionyme appartient souvent à un genre ou à une famille qui peut être aujourd'hui très éloignée du genre dans lequel il a été transféré par la suite. Ainsi, la symphorine dont le nom scientifique actuel est Symphoricarpos albus (L.) S.F. Blake, et qui se trouve dans la même famille que le chèvrefeuille (Caprifoliacées) a été décrite à l'origine par Carl von Linné comme appartenant au même genre que la myrtille (Ericacées), sous le nom (devenu basionyme) de Vaccinium album L.!

## Présentation formelle
Dans la citation d'auteurs de la nouvelle combinaison, le nom de l'auteur du basionyme doit être cité entre parenthèses, suivi du nom de l'auteur de la comb. nov. Ainsi :
- Symphoricarpos albus (L.) S.F. Blake (1914) est le nom binominal valide actuel de l'espèce décrite initialement par Linné comme Vaccinium album (1753) L.

Le binôme de Linné sera désormais appelé basionyme (de la combinaison de Blake) et l'ensemble de la citation complète pourra être noté :
- Vaccinium album L. (1753), Sp. Pl.: 350, [basionyme] ≡ Symphoricarpos albus (L.) S.F. Blake (1914), Rhodora, 16: 118

La lecture en clair en sera : « L'espèce nommée Vaccinium album (publiée sous ce nom par Carl von Linné en 1753 à la page 350 de son ouvrage Species Plantarum) est le basionyme de la nouvelle combinaison (désignant le même taxon, car ces deux binômes sont basés sur un matériel de typification identique) Symphoricarpos albus publiée par Sidney Fay Blake en 1914, à la page 118 du numéro 16 de la revue Rhodora. »
En zoologie, même si le Code international de nomenclature zoologique n'interdit pas en principe une notation identique à celle de la botanique, la pratique courante consiste à ne citer que le nom de l'auteur de la combinaison d'origine, celui qui crée une nouvelle combinaison étant négligé. On écrira par exemple : Surnia ulula (Linnaeus, 1758).

## Synonyme remplacé
Quand un homonyme postérieur est illégitime, on ne peut pas le transférer, donc utiliser son épithète dans une nouvelle combinaison. On peut seulement créer un nouveau nom (nomen novum) qui sera un nom de remplacement. Il ne s'agit pas d'un transfert à proprement parler mais d'une substitution. On parle alors de synonyme remplacé.
Exemple de synonyme remplacé :
Un certain nombre d'espèces d'anémones, dites « pulsatilles » car possédant des arêtes plumeuses dispersées par le vent, ont été exclues du genre Anemone L. (1753) pour être placées dans le genre Pulsatilla (Hill) Miller. L'espèce type de ce nouveau genre étant Anemone pulsatilla L. (1753), il eût fallu renommer cette espèce « Pulsatilla pulsatilla ». Mais le code de nomenclature actuel interdisant la tautonymie, un tel nom binominal contenant une homonymie interne serait alors illégitime.
On l'a donc remplacé en utilisant l'épithète du plus ancien synonyme valide : Anemone vulgaris, qui n'est pas un basionyme, mais un synonyme remplacé (souvent abrégé s.r.). Il pourra être présenté ainsi :
- Anemone vulgaris [s.r.] ≡ Anemone pulsatilla L. (1753) [s.r.] = Pulsatilla vulgaris Miller (1768)

En clair: « L'espèce nommée Anemone pulsatilla (publiée sous ce nom par Carl von Linné en 1753) et plus anciennement appelée Anemone vulgaris) est le synonyme remplacé de la nouvelle combinaison (basée non pas sur le matériel de typification d’Anemone pulsatilla mais sur celui antérieur d’Anemone vulgaris) Pulsatilla vulgaris publiée par le botaniste écossais Philip Miller en 1768. »

## Abréviations conventionnelles
Les abréviations les plus usitées pour les deux catégories de synonymes sont « syn. nomencl. » et « syn. tax. », lesquelles sont souvent remplacées, notamment dans le Code et les études taxinomiques, par les notations symboliques empruntées aux mathématiques, ≡ (signifiant « est identique à ») et = (signe égal). Ainsi, dans les fiches d'identité et les bases de données des plantes et champignons, on indique, à la suite ou au début de la ligne qui suit le binôme actuellement valide :
- le signe ≡ devant un synonyme nomenclatural (homotypique) ;
- le signe égal = devant un synonyme taxinomique (hétérotypique).

Il ne s'agit que de conventions à caractère pratique, nullement obligatoires. La mention en toutes lettres, par exemple « Synonymes nomenclaturaux : », quoique plus longue, a l'avantage d'être plus nuancée et plus claire.